# Oxymacaria glareosa
Oxymacaria glareosa är en fjärilsart som beskrevs av Turner 1917. Oxymacaria glareosa ingår i släktet Oxymacaria och familjen mätare. Inga underarter finns listade i Catalogue of Life.